# 그대 어이가리
《그대 어이가리》는 2023년에 개봉한 대한민국의 영화이다.

## 개요
대한민국의 2023년 영화. 감독은 이창열이고, 선동혁, 정아미, (1990)김유미, 장태훈 등이 출연했다.
중.소규모의 국제영화제에서 51관왕 수상을 하며 독립장편영화의 최다수상기록을 남겼다.
2022년 제22회 전주국제영화제 '코리안시네마' 섹션에서 상영했다.

## 캐스팅
- 선동혁 : 동혁 / 종렬 / 엔딩 구음 노래 역
- 정아미 : 연희 역
- 김유미 : 수경 역
- 장태훈 : 태훈 역
- 민경진 : 광배 역
- 박종진 : 박 선생 역
- 이승철 : 태식 역
- 김명중 : 재천 역
- 김은구 : 영호 역
- 김민숙 : 막분 역
- 박진희 : 진희 역
- 권성현 : 성현 / 라디오 아나운서 역
- 김민상 : 여제자 역
- 김하언 : 어린 동혁 역
- 안석현 : 어린 광재 역
- 이경환 : 어린 재천 역
- 신서우 : 어린 영호 역
- 김민성 : 시골 남자 역
- 김가애 : 시골 여자 역
- 이아린 : 여자아이 역
- 옥주리 : 요양원 원장 역
- 최윤빈 : 요양원 사무장 역
- 유지연 : 방문 요양사 역
- 고용화 : 요양병원 요양사 1 / 막분 (목소리) 역
- 서윤하 : 요양병원 요양사 2 역
- 김상휘 : 장례식장 상주 역
- 신민아 : 어린 수경 역
- 한국일 : 수찬역
- 김보람 : 상주 1 역
- 김은지 : 상주 2 역
- 허성우 : 마을주민 1 역
- 한백순 : 마을주민 2 역
- 신성환 : 마을주민 3 역
- 태 윤 : 마을주민 4 역
- 하영진 : 마을주민 5 역
- 김형록 : 마을주민 6 역
- 장은주 : 마을주민 7 역
- 서진석 : 마을주민 8 역
- 성창호 : 마을주민 9 역
- 박홍순 : 마을주민10 역
- 라한영 : 마을주민 11 역
- 이진실 : 마을주민 12 역
- 소신섭 : 공연장출연진 1 역
- 반 석 : 공연장출연진 2 역
- 최영은 : 공연장출연진 3 역
- 윤이지 : 간호사 1 역
- 한수빈 : 간호사 2 역
- 정혜자 : 뺨때리는 치매할머니 역
- 안순동 : 상여꾼 1 역
- 도재철 : 상여꾼 2 역
- 함건수 : 상여꾼 3 역
- 김주열 : 상여꾼 4 역
- 임준형 : 상여꾼 5 역
- 최형순 : 상여꾼 6 역
- 최금호 : 문상객 1 역
- 한상준 : 문상객 2 역
- 유상미 : 문상객 3 역
- 선영식 : 문상객 4 역
- 김영미 : 문상객 5 역
- 심지미 : 버스킹 장구 역
- 박은서 : 버스킹 해금 역
- 김회진 : 버스킹 대금 역
- 정선희 : 버스킹 사물놀이(꽹과리) 역
- 이정원 : 버스킹 사물놀이(징) 역
- 임수진 : 버스킹 사물놀이(장구) 역
- 김순귀 : 버스킹 사물놀이(북) 역
- 조예송 : 버스킹 사물놀이(태평소) 역
- 김수진 : 버스킹 사물놀이(스탭) 역
- 박진희 : 김선주네 상주 역
- 이초원 : 버스킹 관객들 역
- 윤현준 : 버스킹 관객들 역
- 이지영 : 버스킹 관객들 역
- 황준하 : 버스킹 관객들 역
- 이주행 : 버스킹 관객들 역
- 류서희 : 버스킹 관객들 역
- 이대한 : 버스킹 관객들 역
- 강태이 : 버스킹 관객들 역
- 최종원 : 버스킹 관객들 역
- 이재혁 : 버스킹 관객들 역
- 김태령 : 버스킹 관객들 역
- 박미승 : 버스킹 관객들 역
- 유승록 : 버스킹 관객들 역
- 박경숙 : 전통찻집주인 역
- 김기광 : 사진관 주인 역
- 강주상 : 시골병원 원장 역 (우정출연)
- 이주은 : 미친여자 역 (우정출연)
- 박정우 : 요양병원 원장 역 (특별출연)

## 수상 목록
<2021년>
- 제5회 벤쿠버국제 독립영화제 (장편 최우수 작품상)
- 제2회 할리우드 국제골든어워즈(장편 최우수 작품상)
- 제5회 칸국제시네마페스티벌(남우주연상/선동혁)
- 제19회 어콜레이드세계영화콩쿠르(메리트필름피처상)
- 제50회 남부영화예술아카데미영화제

- 최우수 작품상
- 최우수 감독상/이창열
- 최우수 각본상/이창열
- 최우수 독립영화상
- 남우주연상/선동혁
- 촬영상/김정호.이석환
- 제3회 캔자스아트하우스영화제(최우수 작품상)
- 42회 파이브콘티넨츠국제영화제

- 최우수 작품상
- 최우수 독립영화상
- 최우수 각본상/이창열
- 최우수 촬영상/김정호.이석환
- 의상상/이유숙
- 최우수 남우주연상/선동혁
- 최우수 여우주연상/정아미
- 사운드 디자인상/이승철
- 감독상/이창열
- 최우수 팀퍼포먼스상/임준형.정선희
- 최우수 포스터상
- 제13회 포트블레어국제영화제(최우수국제장편영화상)
- 제17회 베스트이스탄불영화제(최우수 작품상)
- 제8회 블랙스완국제영화제(서사장편영화상)
- 제29회 마운틴뷰국제영화제(서사장편영화상)
- 제14회 오스틴국제영화제(작품상)
- 제49회 컬트비평가어워드(장편영화상)
- 제26회 월드필름카니발싱가포르(비평가초이스상)
- 제50회 버진스프링 시네메이트(장편영화상)
- 제29회 타고르국제영화제(우수장편영화제)
- 제2회 런던뉴웨이브필름페스티벌

- 최우수서사장편상
- 남우주연상/선동혁
- 제30회 두루쿠국제영화제(장편비평가초이스상)

<2022년>
- 제9회 노디아국제영화제(최우수각본상/이창열)
- 제11회 뉴욕독립영화제(남우주연상/선동혁)
- 제14회 강톡국제영화제(비평가초이스상)
- 제5회 캐나다독립영화제(최우수아시아장편영화상)
- 제39회 루이스뷰뉴엘영화제(장편영화 탁월한 성과상)
- 제7회 자르살라메국제영화제(특별공로상)
- 제2회 코스모폴리탄도쿄국제영화제(장편영화상)
- 제22회 갠지스국제영화제(장편영화상)
- 제11회 리치몬드국제영화제

- 남우주연상/선동혁
- 여우조연상/정아미
- 제14회 내쉬빌독립영화제(최우수장편영화상)
- 제6회 캘커터국제컬트영화제(우수장편영화상)
- 제9회 로테르담독립영화제(장편영화상)

<2023년>
- 제17회 토론토영화및각본상어워즈(최우수장편영화상)
- 제20회 LA인디영화제(최우수장편영화상)
- 제6회 샌디에고예술영화제(최우수장편영화상)
- 제43회 황금촬영상 [(촬영상-동상(김정호)]

## 초청 및 경쟁
- 베를린 국제 예술 영화제 본선 경쟁
- 시카고 인디 필름 어워즈 본선 경쟁
- 웨인 국제 영화제 본선 경쟁
- 몬트리올 국제 독립 영화제 세미 파이날
- 마드리드 예술 영화제 세미 파이날 진출
- 보덴 국제영화제 세미파이날
- 보스턴 독립 영화제 세미 파이날
- 피렌체 한국 영화제 공식 초청
- 전주 국제 영화제 공식 초청
- 장고다르 영화제 화이날
- 로테르담 독립영화제 세미파이날
- 세크라멘트 파이날
- 팜스프링 국제영화제 파이날
- 산타바바라 독립영화제 파이날